# Devoured
Devoured es una película de drama y terror del 2012 dirigida por Greg Olliver, marcando su debut como director de largometrajes. La película tuvo su estreno mundial el 6 de mayo de 2012 en el Festival de Cine Fantástico de Bilbao y tiene a Marta Milans como protagonista, interpretando a una joven trabajadora que comienza a experimentar extrañas visiones.

## Sinopsis
Lourdes (Marta Milans) es una joven de El Salvador que ha llegado a la ciudad de Nueva York con la esperanza de recaudar suficiente dinero para ayudar a cuidar a su hijo enfermo, quien vive con la madre de Lourdes en su país natal. Trabaja en un restaurante elegante donde su jefe la maltrata, el novio del jefe la asalta sexualmente y varios hombres la acosan violentamente solicitándole favores sexuales. Lourdes soporta todo esto, ya que no puede permitirse perder su trabajo, y aunque se muestra reacia a prostituirse, está dispuesta a hacer cualquier cosa para reunir suficiente dinero para la cirugía de su hijo. Su único consuelo lo encuentra en sus llamadas telefónicas a su hijo en El Salvador y en sus interacciones con Frankie (Bruno Gunn), un bombero que es la única persona en Nueva York que le ha mostrado verdadera amabilidad a Lourdes. Mientras limpia el restaurante una noche, Lourdes comienza a experimentar extrañas visiones en las que ve figuras sombrías que parecen estar tras ella.

## Reparto
- Marta Milans como Lourdes
- Kara Jackson como Kristen
- Bruno Gunn como Friendly Frankie Callahan
- Tyler Hollinger como Billy
- Luis Harris como Oliver
- Sal Rendino como Henry
- David Conley como Detective Cruthers
- Jim O'Hare como Hombre de Negro
- Richard Alleman como Hombre Comiendo Solo
- Eric Lommel como Personal de Cocina #1
- Dixon Gutierrez como Personal de Cocina #2
- Rennel Turner como Oficial #1
- Jaime Carrillo como Oficial #2
- Annie Lee Moffett como Antigua Amiga de Lourdes
- Amy Landon como Detective Sullivan

## Recepción
La recepción crítica de Devoured ha sido predominantemente positiva, y la película ha recibido elogios de múltiples sitios web de reseñas de terror. Las opiniones estuvieron polarizadas en cuanto al ritmo de la película, ya que algunos críticos sintieron que podría disuadir a algunos espectadores, mientras que otros lo vieron como un elemento que contribuye a la sensación general de la película. We Got This Covered le dio a Devoured cuatro de cinco estrellas y escribió: "Desde la magnífica producción hasta un atractivo horror psicológico en general, 'Devoured' seguramente te dará una buena impresión, así como presentará suficiente sustancia para darle un buen bocado en el camino".

### Premios
- Premio al Mejor Director en el Festival de Cine de Terror de Nueva York (2012, ganado)[9]
- Premio a la Mejor Actriz en el Festival de Cine de Terror de Nueva York (2012, ganado - Marta Milans).[9]